# O Pouco e o Muito – Crónica Urbana
O Pouco e o Muito: Crónica Urbana é um dos três volumes da autoria de Irene Lisboa dedicados a cenas da vida lisboeta.
Inicialmente publicada em 1956, esta é uma das últimas produções da autora, daí a maturação do estilo e o apuramento da já peculiar arte de narrar de uma escritora revolucionária, inovadora e marcante para a literatura portuguesa do século XX.